# 페니 (가수)
페니(1987년 2월 4일 ~)는 대한민국의 가수, 작사가다. 2012년 디지털 싱글 앨범 [Mota Factory No.1]으로 데뷔했다.

## 학력
- 대구예술대학교

## 방송
- 슈퍼스타K1 (2009) - Top40

## 음반
- Mota Factory No.1 (2012)
- Moonlight (2013)
- 그림자 (2013)
- Shut Up (2013)
- Humanoid (2014)

## 작사
- 지원 <Parasite> (2014)